# Agnès Bernauer
Agnes Bernauer, également francisé en Agnès Bernauer, est une femme bavaroise, née vers 1410 et morte le 12 octobre 1435. Elle est restée célèbre pour sa beauté, sa relation avec Albert de Bavière et sa mort tragique, noyée dans le Danube après avoir été condamnée pour sorcellerie. Son histoire a inspiré de nombreuses œuvres artistiques.

## Biographie
Fille d'un barbier[réf. nécessaire] d'Augsbourg, elle inspire une vive passion au futur duc Albert de Bavière. Celui-ci l'épouse en 1432, malgré le refus de son père Ernest de Bavière. Estimant que ce serait un problème pour la succession, il fabrique en 1435 une accusation de sorcellerie contre Agnès, qui est noyée à Straubing sur le Danube tandis qu'Albert est à la chasse.

## Postérité

### Poésie et théâtre
Le malheureux amour d'Agnès et d'Albert a inspiré de nombreux poètes tragiques : 
- Agnès Bernauer (1855) tragédie de Friedrich Hebbel,
- Die Bernauerin (1947) de Carl Orff,
- Agnès Bernauer (1961) de Jacques Prévert,
- Agnes Bernauer (1880) (librement adapté de Friedrich Hebbel ), jeu de scène en 3 actes de Felix Mottl,
- Agnès Bernauer, scénario de Veit Harlan,
- Agnes Bernauer (1977) (d'après Friedrich Hebbel), pièce de théâtre de Franz Xaver Kroetz,

### Cinéma
- Les Amours célèbres film à sketches tourné par Michel Boisrond en 1961, inspiré par les bandes dessinées verticales de Paul Gordeaux, avec Brigitte Bardot (Agnès Bernauer), Alain Delon (Le duc Albert de Bavière), Suzanne Flon (Ursula, La Margravine), Jean-Claude Brialy (Eric Torring), Jacques Dumesnil (Hans, le bourreau), Pierre Brasseur (Le grand duc Ernest), Michel Etcheverry (Gaspard Bernauer, barbier, le père d'Agnès), Hubert Noël (Eric), Pierre Massimi (Otto), Henri Coutet (L'homme rasé), Maurice Chevit (Un chevalier envoyé du Gurthenberg), Paul Amiot (L'autre chevalier envoyé du Gurthengerg), Jacques Monod (Preissing), Constantin Andrieux (Karl), Bernard Musson (Un inquisiteur).
- Le Jugement de Dieu un film français réalisé par Raymond Bernard en 1949 et sorti le 20 août 1952 avec Andrée Debar (Agnès Bernauer) et Jean-Claude Pascal (Le Duc Albert de Bavière).

### Toponymie
- Une rue de Laim fut baptisée en son honneur.